# Bűnös utakon (televíziós sorozat)
A Bűnös utakon (eredeti cím: Rogue) egy rendőrségi dráma televíziós sorozat, amelyet az Audience Network sugárzott 2013 és 2017 között. Magyarországon a sorozat a Filmbox Pluson volt látható.

## Cselekmény
A sorozat Grace Travist, egy oaklandi titkos zsarut követi nyomon, aki a bûnügyi főnökével, Mitch-szel együtt fedezi fel a fiát, hogy meggyilkolták.